# Plantilles de la Copa del Món de futbol de 1994
Plantilles oficials de les seleccions classificades per la fase final de la Copa del Món de Futbol 1994 dels Estats Units. Cada selecció pot inscriure 22 jugadors. Els equips participants són (cliqueu sobre el país per accedir a la plantilla):
| Equips participants | Equips participants | Equips participants | Equips participants |
| ------------------- | ------------------- | ------------------- | ------------------- |
| Colòmbia            | Romania             | Suïssa              | Estats Units        |
| Brasil              | Camerun             | Rússia              | Suècia              |
| Bolívia             | Alemanya            | Corea del Sud       | Espanya             |
| Argentina           | Bulgària            | Grècia              | Nigèria             |
| Itàlia              | Mèxic               | Noruega             | Irlanda             |
| Bèlgica             | Marroc              | Països Baixos       | Aràbia Saudita      |

## Colòmbia
| #    | Posició            | Nom                   | Naixement           | P. Sel.            | Club               |
| ---- | ------------------ | --------------------- | ------------------- | ------------------ | ------------------ |
| 1    | Porter             | Óscar Córdoba         | 3 de febrer 1970    | -                  | América Cali       |
| 2    | Defensa            | Andrés Escobar        | 13 de març 1967     | -                  | Atlético Nacional  |
| 3    | Defensa            | Alexis Mendoza        | 8 de novembre 1961  | -                  | Atlético Junior    |
| 4    | Defensa            | Luis Fernando Herrera | 12 de juny 1962     | -                  | Atlético Nacional  |
| 5    | Migcampista        | Hermán Gaviria        | 27 de novembre 1969 | -                  | Atlético Nacional  |
| 6    | Migcampista        | Gabriel Gómez         | 8 de desembre 1959  | -                  | Atlético Nacional  |
| 7    | Davanter           | Antony de Ávila       | 21 de desembre 1962 | -                  | América Cali       |
| 8    | Migcampista        | John Harold Lozano    | 30 de març 1972     | -                  | América Cali       |
| 9    | Davanter           | Iván Valenciano       | 18 de març 1972     | -                  | Atlético Junior    |
| 10   | Migcampista        | Carlos Valderrama     | 2 de setembre 1961  | -                  | Atlético Junior    |
| 11   | Davanter           | Adolfo Valencia       | 6 de febrer 1968    | -                  | Bayern de Múnic    |
| 12   | Porter             | Farid Mondragón       | 21 de juny 1971     | -                  | Argentinos Juniors |
| 13   | Defensa            | Néstor Ortiz          | 20 de setembre 1968 | -                  | Once Caldas        |
| 14   | Migcampista        | Leonel Álvarez        | 29 de juliol 1965   | -                  | América Cali       |
| 15   | Defensa            | Luis Carlos Perea     | 29 de desembre 1963 | -                  | Atlético Junior    |
| 16   | Davanter           | Víctor Aristizábal    | 9 de desembre 1971  | -                  | Atlético Nacional  |
| 17   | Migcampista        | Mauricio Serna        | 22 de gener 1968    | -                  | Atlético Nacional  |
| 18   | Defensa            | Óscar Cortés          | 19 d'octubre 1968   | -                  | Millonarios        |
| 19   | Migcampista        | Freddy Rincón         | 14 d'agost 1966     | -                  | Palmeiras          |
| 20   | Defensa            | Wilson Pérez          | 6 d'agost 1967      | -                  | América Cali       |
| 21   | Davanter           | Faustino Asprilla     | 10 de novembre 1969 | -                  | Parma              |
| 22   | Porter             | José María Pazo       | 4 d'abril 1964      | -                  | Atlético Junior    |
| Ent. | Francisco Maturana | Francisco Maturana    | Francisco Maturana  | Francisco Maturana | Francisco Maturana |

## Romania
| #    | Posició           | Nom                | Naixement           | P. Sel.           | Club                  |
| ---- | ----------------- | ------------------ | ------------------- | ----------------- | --------------------- |
| 1    | Porter            | Florin Prunea      | 8 d'agost 1968      | -                 | Dinamo Bucharest      |
| 2    | Defensa           | Dan Petrescu       | 22 de desembre 1967 | -                 | Genoa CFC             |
| 3    | Defensa           | Daniel Prodan      | 23 de març 1972     | -                 | Steaua Bucharest      |
| 4    | Defensa           | Miodrag Belodedici | 20 de maig 1964     | -                 | València CF           |
| 5    | Migcampista       | Ioan Lupescu       | 9 de desembre 1968  | -                 | Bayer Leverkusen      |
| 6    | Migcampista       | Gheorghe Popescu   | 9 d'octubre 1967    | -                 | PSV Eindhoven         |
| 7    | Migcampista       | Dorinel Munteanu   | 25 de juny 1968     | -                 | Cercle Brugge         |
| 8    | Migcampista       | Iulian Chiriţă     | 2 de febrer 1967    | -                 | Rapid Bucureşti       |
| 9    | Davanter          | Florin Răducioiu   | 17 de març 1970     | -                 | AC Milan              |
| 10   | Migcampista       | Gheorghe Hagi      | 5 de febrer 1965    | -                 | Brescia Calcio        |
| 11   | Migcampista       | Ilie Dumitrescu    | 6 de gener 1969     | -                 | Steaua Bucureşti      |
| 12   | Porter            | Bogdan Stelea      | 5 de desembre 1967  | -                 | Rapid Bucureşti       |
| 13   | Defensa           | Tibor Selymes      | 14 de maig 1970     | -                 | Cercle Brugge         |
| 14   | Defensa           | Gheorghe Mihali    | 9 de desembre 1965  | -                 | Dinamo Bucureşti      |
| 15   | Migcampista       | Basarab Panduru    | 11 de juliol 1970   | -                 | Steaua Bucureşti      |
| 16   | Davanter          | Ion Vlădoiu        | 5 de novembre 1968  | -                 | Rapid Bucureşti       |
| 17   | Davanter          | Viorel Moldovan    | 8 de juliol 1972    | -                 | Dinamo Bucureşti      |
| 18   | Migcampista       | Constantin Gâlcă   | 8 de març 1972      | -                 | Steaua Bucureşti      |
| 19   | Defensa           | Corneliu Papură    | 5 de setembre 1973  | -                 | Universitatea Craiova |
| 20   | Migcampista       | Ovidiu Stîngă      | 5 de desembre 1972  | -                 | Universitatea Craiova |
| 21   | Davanter          | Marian Ivan        | 6 de gener 1969     | -                 | Braşov                |
| 22   | Porter            | Ştefan Preda       | 18 de juny 1970     | -                 | Petrolul Ploieşti     |
| Ent. | Anghel Iordănescu | Anghel Iordănescu  | Anghel Iordănescu   | Anghel Iordănescu | Anghel Iordănescu     |

## Suïssa
| #    | Posició     | Nom                | Naixement          | P. Sel.     | Club              |
| ---- | ----------- | ------------------ | ------------------ | ----------- | ----------------- |
| 1    | Porter      | Marco Pascolo      | 9 de maig 1966     | -           | Servette FC       |
| 2    | Defensa     | Marc Hottiger      | 7 de novembre 1967 | -           | FC Sion           |
| 3    | Defensa     | Yvan Quentin       | 2 de maig 1970     | -           | FC Sion           |
| 4    | Defensa     | Dominique Herr     | 25 d'octubre 1965  | -           | FC Sion           |
| 5    | Defensa     | Alain Geiger       | 5 de novembre 1960 | -           | FC Sion           |
| 6    | Migcampista | Georges Bregy      | 17 de gener 1958   | -           | Young Boys        |
| 7    | Migcampista | Alain Sutter       | 22 de gener 1968   | -           | Nürnberg          |
| 8    | Defensa     | Christophe Ohrel   | 7 d'abril 1968     | -           | Servette FC       |
| 9    | Davanter    | Adrian Knup        | 2 de juliol 1968   | -           | Stuttgart         |
| 10   | Migcampista | Ciriaco Sforza     | 2 de març 1970     | -           | Kaiserslautern    |
| 11   | Davanter    | Stéphane Chapuisat | 28 de juny 1969    | -           | Borussia Dortmund |
| 12   | Porter      | Stephan Lehmann    | 15 d'agost 1963    | -           | FC Sion           |
| 13   | Defensa     | André Egli         | 8 de maig 1958     | -           | Servette FC       |
| 14   | Davanter    | Nestor Subiat      | 23 d'abril 1966    | -           | Lugano            |
| 15   | Davanter    | Marco Grassi       | 8 d'agost 1968     | -           | Servette FC       |
| 16   | Migcampista | Thomas Bickel      | 6 d'octubre 1963   | -           | Grasshoppers      |
| 17   | Migcampista | Sébastien Fournier | 27 de juny 1971    | -           | FC Sion           |
| 18   | Defensa     | Martin Rueda       | 9 de gener 1963    | -           | Lucerne           |
| 19   | Defensa     | Jürg Studer        | 8 de setembre 1966 | -           | Zürich            |
| 20   | Migcampista | Patrick Sylvestre  | 1 de setembre 1968 | -           | Lausanne          |
| 21   | Migcampista | Thomas Wyss        | 29 d'agost 1966    | -           | Aarau             |
| 22   | Porter      | Martin Brunner     | 23 d'abril 1963    | -           | Grasshoppers      |
| Ent. | Roy Hodgson | Roy Hodgson        | Roy Hodgson        | Roy Hodgson | Roy Hodgson       |

## Estats Units
Molts jugadors van ser contractats per la federació el 1993-94 per dedicar-se a temps complet a la selecció per preparar el Mundial.
| #    | Posició          | Nom                 | Naixement           | P. Sel.          | Club             |
| ---- | ---------------- | ------------------- | ------------------- | ---------------- | ---------------- |
| 1    | Porter           | Tony Meola          | 21 de febrer 1969   | -                | USAF             |
| 2    | Defensa          | Mike Lapper         | 28 de setembre 1970 | -                | USAF             |
| 3    | Defensa          | Mike Burns          | 14 de setembre 1970 | -                | USAF             |
| 4    | Defensa          | Cle Kooiman         | 4 de juliol 1963    | -                | Cruz Azul        |
| 5    | Defensa          | Thomas Dooley       | 12 de maig 1961     | -                | USAF             |
| 6    | Migcampista      | John Harkes         | 8 de març 1967      | -                | Derby County FC  |
| 7    | Migcampista      | Hugo Leonardo Pérez | 8 de novembre 1963  | -                | USAF             |
| 8    | Davanter         | Earnie Stewart      | 28 de març 1969     | -                | Willem II        |
| 9    | Migcampista      | Tab Ramos           | 21 de setembre 1966 | -                | Reial Betis      |
| 10   | Davanter         | Roy Wegerle         | 19 de març 1964     | -                | Coventry City FC |
| 11   | Davanter         | Eric Wynalda        | 9 de juny 1969      | -                | Saarbrücken      |
| 12   | Porter           | Juergen Sommer      | 27 de febrer 1969   | -                | Luton Town FC    |
| 13   | Migcampista      | Cobi Jones          | 16 de juny 1970     | -                | USAF             |
| 14   | Davanter         | Frank Klopas        | 1 de setembre 1966  | -                | USAF             |
| 15   | Davanter         | Joe-Max Moore       | 23 de febrer 1971   | -                | USAF             |
| 16   | Migcampista      | Mike Sorber         | 14 de maig 1971     | -                | USAF             |
| 17   | Defensa          | Marcelo Balboa      | 8 d'agost 1967      | -                | USAF             |
| 18   | Porter           | Brad Friedel        | 18 de maig 1971     | -                | USAF             |
| 19   | Migcampista      | Claudio Reyna       | 20 de juliol 1973   | -                | USAF             |
| 20   | Defensa          | Paul Caligiuri      | 9 de març 1964      | -                | USAF             |
| 21   | Defensa          | Fernando Clavijo    | 23 de gener 1957    | -                | USAF             |
| 22   | Defensa          | Alexi Lalas         | 1 de juny 1970      | -                | USAF             |
| Ent. | Bora Milutinović | Bora Milutinović    | Bora Milutinović    | Bora Milutinović | Bora Milutinović |

## Brasil
| #    | Posició                 | Nom                     | Naixement               | P. Sel.                 | Club                    |
| ---- | ----------------------- | ----------------------- | ----------------------- | ----------------------- | ----------------------- |
| 1    | Porter                  | Taffarel                | 8 de maig 1966          | -                       | Reggiana                |
| 2    | Defensa                 | Jorginho                | 17 d'agost 1964         | -                       | Bayern de Múnic         |
| 3    | Defensa                 | Ricardo Rocha           | 11 de setembre 1962     | -                       | Vasco da Gama           |
| 4    | Defensa                 | Ronaldão                | 19 de juny 1965         | -                       | Shimizu S-Pulse         |
| 5    | Migcampista             | Mauro Silva             | 12 de gener 1968        | -                       | Deportivo de La Coruña  |
| 6    | Defensa                 | Branco                  | 4 d'abril 1964          | -                       | Fluminense              |
| 7    | Davanter                | Bebeto                  | 16 de febrer 1964       | -                       | Deportivo de La Coruña  |
| 8    | Migcampista             | Dunga                   | 31 d'octubre 1963       | -                       | VfB Stuttgart           |
| 9    | Migcampista             | Zinho                   | 17 de juny 1967         | -                       | Palmeiras               |
| 10   | Migcampista             | Raí                     | 15 de maig 1965         | -                       | Paris Saint-Germain FC  |
| 11   | Davanter                | Romário                 | 29 de gener 1966        | -                       | FC Barcelona            |
| 12   | Porter                  | Zetti                   | 10 de gener 1965        | -                       | São Paulo FC            |
| 13   | Defensa                 | Aldair                  | 30 de novembre 1965     | -                       | AS Roma                 |
| 14   | Defensa                 | Cafu                    | 7 de juny 1970          | -                       | São Paulo FC            |
| 15   | Defensa                 | Márcio Santos           | 15 de setembre 1969     | -                       | Girondins Bordeaux      |
| 16   | Defensa                 | Leonardo                | 5 de setembre 1969      | -                       | Kashima Antlers         |
| 17   | Migcampista             | Mazinho                 | 8 d'abril 1966          | -                       | Palmeiras               |
| 18   | Migcampista             | Paulo Sérgio            | 2 de juny 1969          | -                       | Bayer Leverkusen        |
| 19   | Davanter                | Müller                  | 31 de gener 1966        | -                       | São Paulo FC            |
| 20   | Davanter                | Ronaldo                 | 22 de setembre 1976     | -                       | Cruzeiro                |
| 21   | Davanter                | Viola                   | 1 de gener 1969         | -                       | Corinthians             |
| 22   | Porter                  | Gilmar                  | 13 de gener 1959        | -                       | Flamengo                |
| Ent. | Carlos Alberto Parreira | Carlos Alberto Parreira | Carlos Alberto Parreira | Carlos Alberto Parreira | Carlos Alberto Parreira |

## Camerun
| #    | Posició      | Nom                 | Naixement           | P. Sel.      | Club               |
| ---- | ------------ | ------------------- | ------------------- | ------------ | ------------------ |
| 1    | Porter       | Joseph-Antoine Bell | 8 d'octubre 1954    | -            | AS Saint-Étienne   |
| 2    | Migcampista  | André Kana-Biyik    | 1 de setembre 1965  | -            | Le Havre AC        |
| 3    | Defensa      | Rigobert Song       | 1 de juliol 1976    | -            | Tonnerre Yaounde   |
| 4    | Defensa      | Samuel Ekeme        | 12 de juliol 1966   | -            | Canon Yaounde      |
| 5    | Defensa      | Victor N'dip        | 18 d'agost 1967     | -            | Olympic Mwolye     |
| 6    | Migcampista  | Thomas Libiih       | 17 de novembre 1967 | -            | OC Medine          |
| 7    | Davanter     | François Omam-Biyik | 21 de maig 1966     | -            | RC Lens            |
| 8    | Migcampista  | Emile M'bouh        | 30 de maig 1966     | -            | Nadi Qatar         |
| 9    | Davanter     | Roger Milla         | 20 de maig 1952     | -            | Tonnerre Yaounde   |
| 10   | Davanter     | Louis-Paul M'fédé   | 26 de febrer 1961   | -            | Canon Yaounde      |
| 11   | Migcampista  | Emmanuel Maboang    | 27 de novembre 1968 | -            | Rio Ave            |
| 12   | Migcampista  | Paul Loga           | 14 d'agost 1969     | -            | Prevoyance Yaounde |
| 13   | Defensa      | Raymond Kalla       | 22 d'abril 1975     | -            | Canon Yaounde      |
| 14   | Defensa      | Stephen Tataw       | 31 de març 1963     | -            | Olympic Mwolye     |
| 15   | Defensa      | Hans Agbo           | 26 de setembre 1967 | -            | Olympic Mwolye     |
| 16   | Davanter     | Alphonse Tchami     | 14 de setembre 1971 | -            | Odense             |
| 17   | Migcampista  | Marc-Vivien Foé     | 1 de maig 1975      | -            | Canon Yaounde      |
| 18   | Migcampista  | Jean-Pierre Fiala   | 22 d'abril 1969     | -            | Canon Yaounde      |
| 19   | Davanter     | David Embé          | 13 de novembre 1973 | -            | Belenenses         |
| 20   | Davanter     | Georges Mouyémé     | 15 d'abril 1971     | -            | Troyes             |
| 21   | Porter       | Thomas N'kono       | 20 de juliol 1956   | -            | Club Bolívar       |
| 22   | Porter       | Jacques Songo'o     | 17 de març 1964     | -            | FC Metz            |
| Ent. | Henri Michel | Henri Michel        | Henri Michel        | Henri Michel | Henri Michel       |

## Rússia
| #    | Posició       | Nom                   | Naixement           | P. Sel.       | Club                |
| ---- | ------------- | --------------------- | ------------------- | ------------- | ------------------- |
| 1    | Porter        | Stanislav Txertxéssov | 2 de setembre 1963  | 19            | Dynamo Dresden      |
| 2    | Defensa       | Dmitri Kuznetsov      | 28 d'agost 1965     | 26            | RCD Espanyol        |
| 3    | Defensa       | Sergei Gorlukovich    | 18 de novembre 1961 | 32            | Bayer Uerdingen     |
| 4    | Defensa       | Dmitri Galiamin       | 8 de gener 1963     | 18            | RCD Espanyol        |
| 5    | Defensa       | Yuri Nikiforov        | 16 de setembre 1970 | 8             | Spartak Moscou      |
| 6    | Migcampista   | Vladislav Ternavski   | 2 de maig 1969      | 2             | Spartak Moscou      |
| 7    | Migcampista   | Andrei Piatnitski     | 27 de setembre 1967 | 9             | Spartak Moscou      |
| 8    | Migcampista   | Dmitri Popov          | 27 de febrer 1969   | 11            | Racing de Santander |
| 9    | Davanter      | Oleg Salenko          | 25 d'octubre 1969   | 5             | València CF         |
| 10   | Migcampista   | Valery Karpin         | 2 de febrer 1969    | 10            | Spartak Moscou      |
| 11   | Davanter      | Vladímir Bestxàstnikh | 1 d'abril 1974      | 9             | Spartak Moscou      |
| 12   | Defensa       | Omari Tetradze        | 13 d'octubre 1969   | 13            | Dynamo Moscou       |
| 13   | Migcampista   | Aleksandr Borodyuk    | 30 de novembre 1962 | 13            | Freiburg            |
| 14   | Davanter      | Ígor Korneev          | 4 de setembre 1967  | 7             | RCD Espanyol        |
| 15   | Davanter      | Dmitri Radchenko      | 2 de desembre 1970  | 14            | Racing de Santander |
| 16   | Porter        | Dmitri Kharine        | 16 d'agost 1968     | 22            | Chelsea FC          |
| 17   | Migcampista   | Ilia Tsymbalar        | 17 de febrer 1969   | 2             | Spartak Moscou      |
| 18   | Defensa       | Víktor Onopko         | 14 d'octubre 1969   | 21            | Spartak Moscou      |
| 19   | Migcampista   | Aleksandr Mostovoi    | 22 d'agost 1968     | 20            | SM Caen             |
| 20   | Defensa       | Ígor Lediàkhov        | 22 de maig 1968     | 15            | Spartak Moscou      |
| 21   | Migcampista   | Dmitri Khlestov       | 21 de gener 1971    | 12            | Spartak Moscou      |
| 22   | Davanter      | Sergei Yuran          | 11 de juny 1969     | 27            | Benfica             |
| Ent. | Pàvel Sadirin | Pàvel Sadirin         | Pàvel Sadirin       | Pàvel Sadirin | Pàvel Sadirin       |

## Suècia
| #    | Posició        | Nom               | Naixement           | P. Sel.        | Club                   |
| ---- | -------------- | ----------------- | ------------------- | -------------- | ---------------------- |
| 1    | Porter         | Thomas Ravelli    | 13 d'agost 1959     | 110            | IFK Göteborg           |
| 2    | Defensa        | Roland Nilsson    | 27 de novembre 1963 | 62             | Sheffield Wednesday FC |
| 3    | Defensa        | Patrik Andersson  | 18 d'agost 1971     | 23             | Borussia M'gladbach    |
| 4    | Defensa        | Joachim Björklund | 15 de març 1971     | 22             | IFK Göteborg           |
| 5    | Defensa        | Roger Ljung       | 8 de gener 1966     | 46             | Galatasaray S.K.       |
| 6    | Migcampista    | Stefan Schwarz    | 18 d'abril 1969     | 29             | Benfica                |
| 7    | Davanter       | Henrik Larsson    | 20 de setembre 1971 | 7              | Feyenoord              |
| 8    | Migcampista    | Klas Ingesson     | 20 d'agost 1968     | 42             | PSV Eindhoven          |
| 9    | Migcampista    | Jonas Thern       | 20 de març 1967     | 47             | SSC Napoli             |
| 10   | Davanter       | Martin Dahlin     | 16 d'abril 1968     | 29             | Borussia M'gladbach    |
| 11   | Davanter       | Tomas Brolin      | 29 de novembre 1969 | 31             | Parma FC               |
| 12   | Porter         | Lars Eriksson     | 21 de setembre 1965 | 14             | Norrköping             |
| 13   | Defensa        | Mikael Nilsson    | 28 de setembre 1968 | 12             | IFK Göteborg           |
| 14   | Defensa        | Pontus Kåmark     | 5 d'abril 1969      | 12             | IFK Göteborg           |
| 15   | Defensa        | Teddy Lučić       | 15 d'abril 1973     | -              | Västra Frölunda        |
| 16   | Migcampista    | Anders Limpar     | 24 de setembre 1965 | 51             | Arsenal FC             |
| 17   | Migcampista    | Stefan Rehn       | 22 de setembre 1966 | 38             | IFK Göteborg           |
| 18   | Migcampista    | Håkan Mild        | 14 de juny 1971     | 12             | Servette FC            |
| 19   | Davanter       | Kennet Andersson  | 6 d'octubre 1967    | 24             | Lille OSC              |
| 20   | Davanter       | Magnus Erlingmark | 8 de juliol 1968    | 24             | IFK Göteborg           |
| 21   | Davanter       | Jesper Blomqvist  | 5 de febrer 1974    | 8              | IFK Göteborg           |
| 22   | Porter         | Magnus Hedman     | 19 de març 1973     | 0              | AIK                    |
| Ent. | Tommy Svensson | Tommy Svensson    | Tommy Svensson      | Tommy Svensson | Tommy Svensson         |

- Partits amb la selecció a 10 de juny de 1994

## Bolívia
| #    | Posició           | Nom                    | Naixement           | P. Sel.           | Club              |
| ---- | ----------------- | ---------------------- | ------------------- | ----------------- | ----------------- |
| 1    | Porter            | Carlos Trucco          | 11 d'agost 1957     | -                 | Bolivar           |
| 2    | Defensa           | Juan Manuel Peña       | 17 de gener 1973    | -                 | Santa Fe          |
| 3    | Defensa           | Marco Sandy            | 29 d'agost 1971     | -                 | Bolivar           |
| 4    | Defensa           | Miguel Rimba           | 1 de novembre 1967  | -                 | Bolivar           |
| 5    | Defensa           | Gustavo Quinteros      | 15 de febrer 1965   | -                 | The Strongest     |
| 6    | Migcampista       | Carlos Borja           | 25 de desembre 1956 | -                 | Bolivar           |
| 7    | Davanter          | Mario Pinedo           | 9 d'abril 1964      | -                 | Oriente Petrolero |
| 8    | Migcampista       | José Milton Melgar     | 20 de setembre 1959 | -                 | The Strongest     |
| 9    | Davanter          | Álvaro Peña            | 11 de febrer 1966   | -                 | Temuco            |
| 10   | Migcampista       | Marco Etcheverry       | 26 de setembre 1970 | -                 | Colo Colo         |
| 11   | Davanter          | Jaime Moreno Morales   | 19 de gener 1974    | -                 | Blooming          |
| 12   | Porter            | Darío Rojas            | 20 de gener 1960    | -                 | Oriente Petrolero |
| 13   | Defensa           | Modesto Soruco         | 12 de febrer 1966   | -                 | Once Caldas       |
| 14   | Migcampista       | Mauricio Ramos         | 23 de setembre 1969 | -                 | Destroyers        |
| 15   | Defensa           | Vladimir Soria         | 15 de juliol 1964   | -                 | Bolivar           |
| 16   | Davanter          | Luis Cristaldo         | 31 d'agost 1969     | -                 | Bolivar           |
| 17   | Migcampista       | Óscar Carmelo Sánchez  | 16 de juliol 1971   | -                 | Atlético Nacional |
| 18   | Davanter          | Luis Ramallo           | 4 de juliol 1961    | -                 | Oriente Petrolero |
| 19   | Porter            | Marcelo Torrico        | 11 de gener 1972    | -                 | The Strongest     |
| 20   | Migcampista       | Ramiro Castillo        | 27 de març 1966     | -                 | Platense          |
| 21   | Davanter          | Erwin Sánchez          | 19 d'octubre 1969   | -                 | Boavista          |
| 22   | Davanter          | Julio César Baldivieso | 2 de desembre 1971  | -                 | Bolivar           |
| Ent. | Xabier Azkargorta | Xabier Azkargorta      | Xabier Azkargorta   | Xabier Azkargorta | Xabier Azkargorta |

## Alemanya
| #    | Posició     | Nom              | Naixement           | P. Sel.     | Club                |
| ---- | ----------- | ---------------- | ------------------- | ----------- | ------------------- |
| 1    | Porter      | Bodo Illgner     | 7 d'abril 1967      | -           | FC Köln             |
| 2    | Migcampista | Thomas Strunz    | 25 d'abril 1968     | -           | Stuttgart           |
| 3    | Defensa     | Andreas Brehme   | 9 de novembre 1960  | -           | Kaiserslautern      |
| 4    | Defensa     | Jürgen Kohler    | 6 d'octubre 1965    | -           | Juventus FC         |
| 5    | Defensa     | Thomas Helmer    | 21 d'abril 1965     | -           | Bayern de Múnic     |
| 6    | Migcampista | Guido Buchwald   | 24 de gener 1961    | -           | Stuttgart           |
| 7    | Migcampista | Andreas Möller   | 2 de setembre 1967  | -           | Juventus FC         |
| 8    | Migcampista | Thomas Häßler    | 30 de maig 1966     | -           | AS Roma             |
| 9    | Davanter    | Karlheinz Riedle | 16 de setembre 1965 | -           | Borussia Dortmund   |
| 10   | Migcampista | Lothar Matthäus  | 21 de març 1961     | -           | Bayern de Múnic     |
| 11   | Davanter    | Stefan Kuntz     | 30 d'octubre 1962   | -           | Kaiserslautern      |
| 12   | Porter      | Andreas Köpke    | 12 de març 1962     | -           | Nürnberg            |
| 13   | Davanter    | Rudi Völler      | 13 d'abril 1960     | -           | Olympique Marseille |
| 14   | Defensa     | Thomas Berthold  | 12 de novembre 1964 | -           | Stuttgart           |
| 15   | Migcampista | Maurizio Gaudino | 12 de desembre 1966 | -           | Eintracht Frankfurt |
| 16   | Migcampista | Matthias Sammer  | 5 de setembre 1967  | -           | Borussia Dortmund   |
| 17   | Migcampista | Martin Wagner    | 24 de febrer 1968   | -           | Kaiserslautern      |
| 18   | Davanter    | Jürgen Klinsmann | 30 de juliol 1964   | -           | AS Monaco           |
| 19   | Davanter    | Ulf Kirsten      | 4 de desembre 1965  | -           | Bayer Leverkusen    |
| 20   | Migcampista | Stefan Effenberg | 2 d'agost 1968      | -           | ACF Fiorentina      |
| 21   | Migcampista | Mario Basler     | 18 de desembre 1968 | -           | Werder Bremen       |
| 22   | Porter      | Oliver Kahn      | 15 de juny 1969     | -           | Karlsruhe           |
| Ent. | Berti Vogts | Berti Vogts      | Berti Vogts         | Berti Vogts | Berti Vogts         |

## Corea del Sud
| #    | Posició     | Nom            | Naixement           | P. Sel. | Club                |
| ---- | ----------- | -------------- | ------------------- | ------- | ------------------- |
| 1    | Porter      | Choi In-Young  | 5 de març 1962      | -       | Hyundai Horang-I    |
| 2    | Migcampista | Chung Jong-Son | 20 de març 1966     | -       | Hyundai Horang-I    |
| 3    | Defensa     | Lee Jong-Hwa   | 20 de juliol 1963   | -       | Ilhwa Chunma        |
| 4    | Defensa     | Kim Pan-Keun   | 5 de març 1966      | -       | Lucky Goldstar      |
| 5    | Defensa     | Park Jung-Bae  | 19 de febrer 1967   | -       | Daewoo Royals       |
| 6    | Migcampista | Lee Young-Jin  | 27 d'octubre 1963   | -       | Lucky Goldstar      |
| 7    | Migcampista | Shin Hong-Gi   | 4 de maig 1968      | -       | Hyundai Horang-I    |
| 8    | Migcampista | Noh Jung-Yoon  | 28 de març 1971     | -       | Sanfrecce Hiroshima |
| 9    | Davanter    | Kim Joo-Sung   | 17 de gener 1966    | -       | Bochum              |
| 10   | Davanter    | Ko Jeong-Woon  | 27 de juny 1966     | -       | Ilhwa Chunma        |
| 11   | Davanter    | Seo Jung-Won   | 17 de desembre 1970 | -       | Incheon Sangmu      |
| 12   | Defensa     | Choi Yong-Il   | 25 d'abril 1966     | -       | Ulsan Hyundai       |
| 13   | Defensa     | An Ik-Soo      | 6 de maig 1965      | -       | Ilhwa Chunma        |
| 14   | Migcampista | Choi Dae-Shik  | 10 de gener 1971    | -       | Lucky Goldstar      |
| 15   | Davanter    | Cho Jin-Ho     | 2 d'agost 1972      | -       | POSCO Atoms         |
| 16   | Migcampista | Ha Seok-Ju     | 20 de febrer 1968   | -       | Daewoo Royals       |
| 17   | Defensa     | Gu Sang-Bum    | 15 de juny 1964     | -       | Daewoo Royals       |
| 18   | Davanter    | Hwang Sun-Hong | 14 de juliol 1968   | -       | POSCO Atoms         |
| 19   | Migcampista | Choi Moon-Sik  | 6 de gener 1971     | -       | POSCO Atoms         |
| 20   | Defensa     | Hong Myung-Bo  | 12 de febrer 1969   | -       | POSCO Atoms         |
| 21   | Porter      | Park Chul-Woo  | 29 de setembre 1965 | -       | Lucky Goldstar      |
| 22   | Porter      | Lee Woon-Jae   | 26 d'abril 1973     | -       | Kyunghee University |
| Ent. | Kim Ho      | Kim Ho         | Kim Ho              | Kim Ho  | Kim Ho              |

## Espanya
| #    | Posició         | Nom                     | Naixement           | P. Sel.         | Club                   |
| ---- | --------------- | ----------------------- | ------------------- | --------------- | ---------------------- |
| 1    | Porter          | Andoni Zubizarreta      | 23 d'octubre 1961   | -               | FC Barcelona           |
| 2    | Defensa         | Albert Ferrer           | 6 de juny 1970      | -               | FC Barcelona           |
| 3    | Defensa         | Jorge Otero             | 8 de març 1969      | -               | Celta de Vigo          |
| 4    | Defensa         | Francisco José Camarasa | 27 de setembre 1967 | -               | València CF            |
| 5    | Defensa         | Abelardo                | 19 de març 1970     | -               | Sporting de Gijón      |
| 6    | Defensa         | Fernando Hierro         | 23 de març 1968     | -               | Reial Madrid           |
| 7    | Migcampista     | Jon Andoni Goikoetxea   | 21 d'octubre 1965   | -               | FC Barcelona           |
| 8    | Migcampista     | Julen Guerrero          | 7 de gener 1974     | -               | Athletic Club          |
| 9    | Migcampista     | Josep Guardiola         | 18 de gener 1971    | -               | FC Barcelona           |
| 10   | Migcampista     | José Mari Bakero        | 11 de febrer 1963   | -               | FC Barcelona           |
| 11   | Davanter        | Txiki Beguiristáin      | 12 d'agost 1964     | -               | FC Barcelona           |
| 12   | Defensa         | Sergi                   | 28 de desembre 1971 | -               | FC Barcelona           |
| 13   | Porter          | Santiago Cañizares      | 18 de desembre 1969 | -               | Celta de Vigo          |
| 14   | Defensa         | Juanele                 | 10 d'abril 1971     | -               | Sporting de Gijón      |
| 15   | Migcampista     | José Luis Caminero      | 8 de novembre 1967  | -               | Atlético de Madrid     |
| 16   | Davanter        | Felipe Miñambres        | 29 d'abril 1965     | -               | CD Tenerife            |
| 17   | Defensa         | Voro                    | 9 d'octubre 1963    | -               | Deportivo de La Coruña |
| 18   | Defensa         | Rafael Alkorta          | 16 de setembre 1968 | -               | Reial Madrid           |
| 19   | Davanter        | Julio Salinas           | 11 de setembre 1962 | -               | FC Barcelona           |
| 20   | Migcampista     | Miquel Àngel Nadal      | 28 de juliol 1966   | -               | FC Barcelona           |
| 21   | Migcampista     | Luis Enrique            | 8 de maig 1970      | -               | Reial Madrid           |
| 22   | Porter          | Julen Lopetegui         | 28 d'agost 1966     | -               | CD Logroñés            |
| Ent. | Javier Clemente | Javier Clemente         | Javier Clemente     | Javier Clemente | Javier Clemente        |

## Argentina
| #    | Posició      | Nom                    | Naixement           | P. Sel.      | Club                 |
| ---- | ------------ | ---------------------- | ------------------- | ------------ | -------------------- |
| 1    | Porter       | Sergio Goycochea       | 17 d'octubre 1963   | -            | River Plate          |
| 2    | Defensa      | Sergio Vázquez         | 23 de novembre 1965 | -            | Universidad Católica |
| 3    | Defensa      | José Chamot            | 17 de maig 1969     | -            | Foggia               |
| 4    | Defensa      | Roberto Néstor Sensini | 12 d'octubre 1966   | -            | Parma                |
| 5    | Migcampista  | Fernando Redondo       | 6 de juny 1969      | -            | Tenerife             |
| 6    | Defensa      | Oscar Ruggeri          | 26 de gener 1962    | -            | San Lorenzo          |
| 7    | Davanter     | Claudio Caniggia       | 9 de gener 1967     | -            | AS Roma              |
| 8    | Migcampista  | José Basualdo          | 20 de juny 1963     | -            | Vélez Sársfield      |
| 9    | Davanter     | Gabriel Batistuta      | 1 de febrer 1969    | -            | ACF Fiorentina       |
| 10   | Migcampista  | Diego Maradona         | 30 d'octubre 1960   | -            | Newell's Old Boys    |
| 11   | Davanter     | Ramón Medina Bello     | 29 d'abril 1966     | -            | Yokohama Marinos     |
| 12   | Porter       | Luis Islas             | 22 de desembre 1965 | -            | Independiente        |
| 13   | Defensa      | Fernando Cáceres       | 7 de febrer 1969    | -            | Reial Saragossa      |
| 14   | Migcampista  | Diego Simeone          | 28 d'abril 1970     | -            | Sevilla FC           |
| 15   | Defensa      | Jorge Borelli          | 2 de novembre 1964  | -            | Racing Club          |
| 16   | Defensa      | Hernán Díaz            | 26 de febrer 1965   | -            | River Plate          |
| 17   | Davanter     | Ariel Ortega           | 4 de març 1974      | -            | River Plate          |
| 18   | Migcampista  | Hugo Pérez             | 6 de setembre 1968  | -            | Independiente        |
| 19   | Davanter     | Abel Balbo             | 1 de juny 1966      | -            | AS Roma              |
| 20   | Migcampista  | Leonardo Rodríguez     | 27 d'agost 1966     | -            | Atalanta BC          |
| 21   | Migcampista  | Alejandro Mancuso      | 4 de setembre 1968  | -            | Boca Juniors         |
| 22   | Porter       | Norberto Scoponi       | 13 de gener 1961    | -            | Newell's Old Boys    |
| Ent. | Alfio Basile | Alfio Basile           | Alfio Basile        | Alfio Basile | Alfio Basile         |

## Bulgària
| #    | Posició       | Nom                | Naixement          | P. Sel.       | Club              |
| ---- | ------------- | ------------------ | ------------------ | ------------- | ----------------- |
| 1    | Porter        | Borislav Mikhailov | 12 de febrer 1962  | -             | Mulhouse          |
| 2    | Defensa       | Emil Kremenliev    | 13 d'agost 1969    | -             | Levski Sofia      |
| 3    | Defensa       | Trifon Ivanov      | 27 de juliol 1965  | -             | Neuchâtel         |
| 4    | Defensa       | Tsanko Tsvetanov   | 6 de gener 1970    | -             | Levski Sofia      |
| 5    | Defensa       | Petar Houbchev     | 26 de febrer 1964  | -             | Hamburg           |
| 6    | Migcampista   | Zlatko Yankov      | 7 d'agost 1966     | -             | Levski Sofia      |
| 7    | Davanter      | Emil Kostadinov    | 12 d'agost 1967    | -             | Porto             |
| 8    | Davanter      | Hristo Stoítxkov   | 8 de febrer 1966   | -             | FC Barcelona      |
| 9    | Migcampista   | Yordan Letchkov    | 9 de juliol 1967   | -             | Hamburg           |
| 10   | Davanter      | Nasko Sirakov      | 26 d'abril 1962    | -             | Levski Sofia      |
| 11   | Migcampista   | Daniel Borimirov   | 16 de gener 1970   | -             | Levski Sofia      |
| 12   | Porter        | Plamen Nikolov     | 20 d'agost 1961    | -             | Levski Sofia      |
| 13   | Davanter      | Ivailo Iordanov    | 22 d'abril 1968    | -             | Sporting          |
| 14   | Migcampista   | Bontcho Guentchev  | 7 de juliol 1964   | -             | Ipswich Town FC   |
| 15   | Defensa       | Nikolay Iliev      | 31 de març 1964    | -             | Rennes            |
| 16   | Defensa       | Ilian Kiriakov     | 4 d'agost 1967     | -             | Merida            |
| 17   | Migcampista   | Petar Mihtarski    | 15 de juliol 1966  | -             | Pirin Blagoevgrad |
| 18   | Davanter      | Petar Aleksandrov  | 7 de desembre 1962 | -             | Aarau             |
| 19   | Migcampista   | Georgi Georgiev    | 10 de gener 1963   | -             | Mulhouse          |
| 20   | Migcampista   | Krassimir Balakov  | 29 de març 1966    | -             | Sporting          |
| 21   | Davanter      | Velko Yotov        | 26 d'agost 1970    | -             | RCD Espanyol      |
| 22   | Migcampista   | Ivailo Andònov     | 14 d'agost 1967    | -             | CSKA Sofia        |
| Ent. | Dimitar Penev | Dimitar Penev      | Dimitar Penev      | Dimitar Penev | Dimitar Penev     |

## Grècia
| #    | Posició             | Nom                     | Naixement           | P. Sel.             | Club                |
| ---- | ------------------- | ----------------------- | ------------------- | ------------------- | ------------------- |
| 1    | Porter              | Antonis Minou           | 4 de maig 1958      | -                   | Apollon             |
| 2    | Defensa             | Stratos Apostolakis     | 11 de maig 1964     | -                   | Panathinaikos FC    |
| 3    | Defensa             | Thanasis Kolitsidakis   | 20 de novembre 1966 | -                   | Panathinaikos FC    |
| 4    | Defensa             | Stélios Manolàs         | 13 de juliol 1961   | -                   | AEK Atenes          |
| 5    | Defensa             | Ioannis Kalitzakis      | 17 de febrer 1966   | -                   | Panathinaikos FC    |
| 6    | Migcampista         | Panagiotis Tsalouchidis | 30 de març 1963     | -                   | Olympiacos          |
| 7    | Davanter            | Dimitris Saravakos      | 26 de juliol 1961   | -                   | Panathinaikos FC    |
| 8    | Migcampista         | Nikos Nioplias          | 17 de gener 1965    | -                   | Panathinaikos FC    |
| 9    | Davanter            | Nikos Makhlàs           | 16 de juny 1973     | -                   | OFI                 |
| 10   | Migcampista         | Tasos Mitropoulos       | 23 d'agost 1957     | -                   | AEK Atenes          |
| 11   | Migcampista         | Nikos Tsiantakis        | 20 d'octubre 1963   | -                   | Olympiacos          |
| 12   | Migcampista         | Spiros Marangos         | 20 de febrer 1967   | -                   | Panathinaikos FC    |
| 13   | Defensa             | Vaios Karagiannis       | 25 de juny 1968     | -                   | AEK Atenes          |
| 14   | Davanter            | Vasilis Dimitriadis     | 1 de febrer 1966    | -                   | AEK Atenes          |
| 15   | Porter              | Christos Karkamanis     | 22 de setembre 1969 | -                   | Aris                |
| 16   | Davanter            | Alexis Alexoudis        | 20 de juny 1972     | -                   | OFI                 |
| 17   | Migcampista         | Minas Hantzidis         | 4 de juliol 1966    | -                   | Olympiacos          |
| 18   | Defensa             | Kiriakos Karataidids    | 4 de juliol 1965    | -                   | Olympiacos          |
| 19   | Migcampista         | Savvas Kofidis          | 21 de març 1961     | -                   | Aris                |
| 20   | Porter              | Elias Atmatsidis        | 24 d'abril 1969     | -                   | AEK Atenes          |
| 21   | Davanter            | Alexandros Alexandris   | 21 d'octubre 1968   | -                   | Olympiacos          |
| 22   | Defensa             | Alexandros Alexiou      | 8 de setembre 1963  | -                   | PAOK Salònica FC    |
| Ent. | Alketas Panagoulias | Alketas Panagoulias     | Alketas Panagoulias | Alketas Panagoulias | Alketas Panagoulias |

## Nigèria
| #    | Posició           | Nom                 | Naixement           | P. Sel.           | Club                |
| ---- | ----------------- | ------------------- | ------------------- | ----------------- | ------------------- |
| 1    | Porter            | Peter Rufai         | 24 d'agost 1963     | -                 | GA Eagles           |
| 2    | Defensa           | Augustine Eguavoen  | 19 d'agost 1965     | -                 | Kortrijk            |
| 3    | Defensa           | Benedict Iroha      | 29 de novembre 1969 | -                 | Vitesse Arnhem      |
| 4    | Defensa           | Stephen Keshi       | 23 de gener 1962    | -                 | Molenbeek           |
| 5    | Defensa           | Uche Okechukwu      | 4 de novembre 1967  | -                 | Fenerbahçe SK       |
| 6    | Defensa           | Chidi Nwanu         | 1 de gener 1967     | -                 | RSC Anderlecht      |
| 7    | Migcampista       | Finidi George       | 15 d'abril 1971     | -                 | Ajax Amsterdam      |
| 8    | Migcampista       | Thompson Oliha      | 4 d'octubre 1968    | -                 | Africa Sports       |
| 9    | Davanter          | Rashidi Yekini      | 23 d'octubre 1963   | -                 | Vitoria Setubal     |
| 10   | Migcampista       | Jay-Jay Okocha      | 14 d'agost 1973     | -                 | Frankfurt           |
| 11   | Davanter          | Emmanuel Amunike    | 25 de desembre 1970 | -                 | Zamalek             |
| 12   | Migcampista       | Samson Siasia       | 14 d'agost 1967     | -                 | Nantes              |
| 13   | Defensa           | Emeka Ezeugo        | 16 de desembre 1965 | -                 | Budapest-Honvéd FC  |
| 14   | Davanter          | Daniel Amokachi     | 30 de desembre 1972 | -                 | Club Brugge         |
| 15   | Migcampista       | Sunday Oliseh       | 14 de setembre 1974 | -                 | Standard Liège      |
| 16   | Porter            | Alloysius Agu       | 12 de juliol 1967   | -                 | Standard Liège      |
| 17   | Davanter          | Victor Ikpeba       | 12 de juny 1973     | -                 | AS Monaco           |
| 18   | Davanter          | Efan Ekoku          | 8 de juny 1967      | -                 | Norwich City FC     |
| 19   | Defensa           | Michael Emenalo     | 14 de juliol 1965   | -                 | Eintracht Trier     |
| 20   | Defensa           | Uche Okafor         | 8 d'agost 1967      | -                 | Hannover 96         |
| 21   | Migcampista       | Mutiu Adepoju       | 22 de desembre 1970 | -                 | Racing de Santander |
| 22   | Porter            | Wilfred Agbonavbare | 5 d'octubre 1965    | -                 | Rayo Vallecano      |
| Ent. | Clemens Westerhof | Clemens Westerhof   | Clemens Westerhof   | Clemens Westerhof | Clemens Westerhof   |

## Itàlia
| #    | Posició       | Nom                   | Naixement           | P. Sel.       | Club          |
| ---- | ------------- | --------------------- | ------------------- | ------------- | ------------- |
| 1    | Porter        | Gianluca Pagliuca     | 18 de desembre 1966 | -             | UC Sampdoria  |
| 2    | Defensa       | Luigi Apolloni        | 2 de maig 1967      | -             | Parma         |
| 3    | Defensa       | Antonio Benarrivo     | 21 d'agost 1968     | -             | Parma         |
| 4    | Defensa       | Alessandro Costacurta | 24 d'abril 1966     | -             | AC Milan      |
| 5    | Defensa       | Paolo Maldini         | 26 de juny 1968     | -             | AC Milan      |
| 6    | Defensa       | Franco Baresi         | 8 de maig 1960      | -             | AC Milan      |
| 7    | Defensa       | Lorenzo Minotti       | 8 de febrer 1967    | -             | Parma         |
| 8    | Defensa       | Roberto Mussi         | 25 d'agost 1963     | -             | Torino FC     |
| 9    | Defensa       | Mauro Tassotti        | 19 de gener 1960    | -             | AC Milan      |
| 10   | Davanter      | Roberto Baggio        | 18 de febrer 1967   | -             | Juventus FC   |
| 11   | Migcampista   | Demetrio Albertini    | 23 d'agost 1971     | -             | AC Milan      |
| 12   | Porter        | Luca Marchegiani      | 22 de febrer 1966   | -             | SS Lazio      |
| 13   | Migcampista   | Dino Baggio           | 24 de juliol 1971   | -             | Juventus FC   |
| 14   | Migcampista   | Nicola Berti          | 14 d'abril 1967     | -             | Inter Milan   |
| 15   | Migcampista   | Antonio Conte         | 31 de juliol 1969   | -             | Juventus FC   |
| 16   | Migcampista   | Roberto Donadoni      | 9 de setembre 1963  | -             | AC Milan      |
| 17   | Migcampista   | Alberigo Evani        | 1 de gener 1963     | -             | UC Sampdoria  |
| 18   | Davanter      | Pierluigi Casiraghi   | 4 de març 1969      | -             | SS Lazio      |
| 19   | Davanter      | Daniele Massaro       | 23 de maig 1961     | -             | AC Milan      |
| 20   | Davanter      | Giuseppe Signori      | 17 de febrer 1968   | -             | SS Lazio      |
| 21   | Davanter      | Gianfranco Zola       | 5 de juliol 1966    | -             | Parma         |
| 22   | Porter        | Luca Bucci            | 13 de març 1969     | -             | Parma         |
| Ent. | Arrigo Sacchi | Arrigo Sacchi         | Arrigo Sacchi       | Arrigo Sacchi | Arrigo Sacchi |

## Mèxic
| #    | Posició            | Nom                          | Naixement           | P. Sel.            | Club               |
| ---- | ------------------ | ---------------------------- | ------------------- | ------------------ | ------------------ |
| 1    | Porter             | Jorge Campos                 | 15 d'octubre 1966   | 54                 | U.N.A.M.           |
| 2    | Defensa            | Claudio Suárez               | 17 de desembre 1968 | 41                 | U.N.A.M.           |
| 3    | Defensa            | Juan de Dios Ramírez Perales | 8 de març 1969      | 42                 | U.N.A.M.           |
| 4    | Defensa            | Ignacio Ambríz               | 7 de febrer 1965    | -                  | Necaxa             |
| 5    | Defensa            | Ramón Ramírez                | 5 de desembre 1969  | -                  | Santos             |
| 6    | Migcampista        | Marcelino Bernal             | 27 de maig 1962     | -                  | Toluca             |
| 7    | Davanter           | Carlos Hermosillo            | 24 d'agost 1964     | -                  | Cruz Azul          |
| 8    | Migcampista        | Alberto García Aspe          | 11 de maig 1967     | -                  | Necaxa             |
| 9    | Davanter           | Hugo Sánchez                 | 11 de juliol 1958   | -                  | Rayo Vallecano     |
| 10   | Davanter           | Luis García                  | 1 de juny 1969      | -                  | Atlético de Madrid |
| 11   | Davanter           | Luis Roberto Alves           | 23 de maig 1967     | -                  | América            |
| 12   | Porter             | Félix Fernández              | 1 de novembre 1967  | -                  | Atlante            |
| 13   | Migcampista        | Juan Carlos Chávez           | 18 de gener 1967    | -                  | Atlas              |
| 14   | Migcampista        | Joaquín del Olmo             | 20 d'abril 1969     | -                  | Veracruz           |
| 15   | Migcampista        | Missael Espinoza             | 12 d'abril 1965     | -                  | Guadalajara        |
| 16   | Migcampista        | Luis Antonio Valdéz          | 1 de juliol 1967    | -                  | León               |
| 17   | Migcampista        | Benjamín Galindo             | 11 de desembre 1960 | -                  | Guadalajara        |
| 18   | Defensa            | José Luis Salgado            | 3 d'abril 1966      | -                  | Tecos UAG          |
| 19   | Davanter           | Luis Miguel Salvador         | 26 de febrer 1968   | -                  | Atlante            |
| 20   | Migcampista        | Jorge Rodríguez              | 18 d'abril 1968     | -                  | Toluca             |
| 21   | Defensa            | Raúl Gutiérrez               | 16 d'octubre 1966   | -                  | Atlante            |
| 22   | Porter             | Adrián Chávez                | 27 de juny 1962     | -                  | América            |
| Ent. | Miguel Mejía Barón | Miguel Mejía Barón           | Miguel Mejía Barón  | Miguel Mejía Barón | Miguel Mejía Barón |

## Noruega
| #    | Posició     | Nom                 | Naixement           | P. Sel.    | Club                 |
| ---- | ----------- | ------------------- | ------------------- | ---------- | -------------------- |
| 1    | Porter      | Erik Thorstvedt     | 28 d'octubre 1962   | 84         | Tottenham Hotspur FC |
| 2    | Defensa     | Gunnar Halle        | 11 d'agost 1965     | 44         | Oldham Athletic      |
| 3    | Defensa     | Erland Johnsen      | 5 d'abril 1967      | 20         | Chelsea FC           |
| 4    | Defensa     | Rune Bratseth       | 19 de març 1961     | 57         | Werder Bremen        |
| 5    | Defensa     | Stig Inge Bjørnebye | 11 de desembre 1969 | 34         | Liverpool FC         |
| 6    | Davanter    | Jostein Flo         | 3 d'octubre 1964    | 23         | Sheffield United FC  |
| 7    | Migcampista | Erik Mykland        | 21 de juliol 1971   | 25         | Start                |
| 8    | Migcampista | Øyvind Leonhardsen  | 17 d'agost 1970     | 29         | Rosenborg BK         |
| 9    | Davanter    | Jan Åge Fjørtoft    | 10 de gener 1967    | 50         | Swindon Town         |
| 10   | Migcampista | Kjetil Rekdal       | 6 de novembre 1968  | 32         | Lierse SK            |
| 11   | Migcampista | Mini Jakobsen       | 8 de novembre 1965  | 44         | Young Boys           |
| 12   | Porter      | Frode Grodås        | 24 d'octubre 1964   | 12         | Lillestrøm           |
| 13   | Porter      | Ola By Rise         | 14 de novembre 1960 | 25         | Rosenborg BK         |
| 14   | Defensa     | Roger Nilsen        | 8 d'agost 1969      | 20         | Sheffield United FC  |
| 15   | Migcampista | Karl Petter Løken   | 14 d'agost 1966     | 32         | Rosenborg BK         |
| 16   | Davanter    | Gøran Sørloth       | 16 de juliol 1962   | 54         | Bursaspor            |
| 17   | Defensa     | Dan Eggen           | 13 de gener 1970    | 2          | Brøndby              |
| 18   | Defensa     | Alf-Inge Håland     | 23 de novembre 1972 | 3          | Nottingham Forest FC |
| 19   | Migcampista | Roar Strand         | 2 de febrer 1970    | 1          | Rosenborg BK         |
| 20   | Defensa     | Henning Berg        | 1 de setembre 1969  | 16         | Blackburn Rovers FC  |
| 21   | Davanter    | Sigurd Rushfeldt    | 11 de desembre 1972 | 1          | Tromsø               |
| 22   | Migcampista | Lars Bohinen        | 8 de setembre 1969  | 29         | Nottingham Forest FC |
| Ent. | Egil Olsen  | Egil Olsen          | Egil Olsen          | Egil Olsen | Egil Olsen           |

## Irlanda
| #    | Posició       | Nom              | Naixement           | P. Sel.       | Club                   |
| ---- | ------------- | ---------------- | ------------------- | ------------- | ---------------------- |
| 1    | Porter        | Packie Bonner    | 24 de maig 1960     | -             | Celtic FC              |
| 2    | Defensa       | Denis Irwin      | 31 d'octubre 1965   | -             | Manchester United FC   |
| 3    | Defensa       | Terry Phelan     | 16 de març 1967     | -             | Manchester City FC     |
| 4    | Defensa       | Kevin Moran      | 29 d'abril 1956     | -             | Blackburn Rovers FC    |
| 5    | Defensa       | Paul McGrath     | 4 de desembre 1959  | -             | Aston Villa FC         |
| 6    | Migcampista   | Roy Keane        | 10 d'agost 1971     | -             | Manchester United FC   |
| 7    | Migcampista   | Andy Townsend    | 23 de juliol 1963   | -             | Aston Villa FC         |
| 8    | Migcampista   | Ray Houghton     | 9 de gener 1962     | -             | Aston Villa FC         |
| 9    | Davanter      | John Aldridge    | 18 de setembre 1958 | -             | Tranmere Rovers        |
| 10   | Migcampista   | John Sheridan    | 1 d'octubre 1964    | -             | Sheffield Wednesday FC |
| 11   | Defensa       | Steve Staunton   | 19 de gener 1969    | -             | Aston Villa FC         |
| 12   | Defensa       | Gary Kelly       | 9 de juliol 1974    | -             | Leeds United           |
| 13   | Defensa       | Alan Kernaghan   | 25 d'abril 1967     | -             | Manchester City FC     |
| 14   | Defensa       | Phil Babb        | 30 d'octubre 1970   | -             | Coventry City FC       |
| 15   | Davanter      | Tommy Coyne      | 14 de novembre 1962 | -             | Motherwell             |
| 16   | Davanter      | Tony Cascarino   | 1 de setembre 1962  | -             | Chelsea FC             |
| 17   | Migcampista   | Eddie McGoldrick | 30 d'abril 1965     | -             | Arsenal FC             |
| 18   | Migcampista   | Ronnie Whelan    | 25 de setembre 1961 | -             | Liverpool FC           |
| 19   | Migcampista   | Alan McLoughlin  | 20 d'abril 1967     | -             | Portsmouth FC          |
| 20   | Davanter      | David Kelly      | 25 de novembre 1965 | -             | Wolverhampton          |
| 21   | Migcampista   | Jason McAteer    | 18 de juny 1971     | -             | Bolton Wanderers FC    |
| 22   | Porter        | Alan Kelly       | 11 d'agost 1968     | -             | Sheffield United FC    |
| Ent. | Jack Charlton | Jack Charlton    | Jack Charlton       | Jack Charlton | Jack Charlton          |

## Bèlgica
| #    | Posició        | Nom                     | Naixement           | P. Sel.        | Club           |
| ---- | -------------- | ----------------------- | ------------------- | -------------- | -------------- |
| 1    | Porter         | Michel Preud'homme      | 24 de gener 1959    | -              | Mechelen       |
| 2    | Defensa        | Dirk Medved             | 15 de juny 1968     | -              | Club Brugge    |
| 3    | Defensa        | Vital Borkelmans        | 1 de juny 1963      | -              | Club Brugge    |
| 4    | Defensa        | Philippe Albert         | 10 d'agost 1967     | -              | RSC Anderlecht |
| 5    | Defensa        | Rudi Smidts             | 12 d'agost 1963     | -              | Royal Antwerp  |
| 6    | Defensa        | Lorenzo Staelens        | 20 d'abril 1964     | -              | Club Brugge    |
| 7    | Migcampista    | Franky Van Der Elst     | 30 d'abril 1961     | -              | Club Brugge    |
| 8    | Davanter       | Luc Nilis               | 25 de maig 1967     | -              | RSC Anderlecht |
| 9    | Davanter       | Marc Degryse            | 4 de setembre 1965  | -              | RSC Anderlecht |
| 10   | Migcampista    | Enzo Scifo              | 19 de febrer 1966   | -              | AS Monaco      |
| 11   | Davanter       | Alexandre Czerniatynski | 28 de juliol 1960   | -              | Mechelen       |
| 12   | Porter         | Filip De Wilde          | 5 de juliol 1964    | -              | RSC Anderlecht |
| 13   | Defensa        | Georges Grün            | 25 de gener 1962    | -              | Parma          |
| 14   | Defensa        | Michel De Wolf          | 19 de gener 1958    | -              | RSC Anderlecht |
| 15   | Migcampista    | Marc Emmers             | 25 de febrer 1966   | -              | RSC Anderlecht |
| 16   | Migcampista    | Danny Boffin            | 10 de juliol 1965   | -              | RSC Anderlecht |
| 17   | Davanter       | Josip Weber             | 16 de novembre 1964 | -              | Cercle Brugge  |
| 18   | Migcampista    | Marc Wilmots            | 22 de febrer 1969   | -              | Standard Liège |
| 19   | Defensa        | Eric Van Meir           | 28 de febrer 1968   | -              | Charleroi      |
| 20   | Porter         | Dany Verlinden          | 15 d'agost 1963     | -              | Club Brugge    |
| 21   | Migcampista    | Stéphane Van Der Heyden | 3 de juliol 1969    | -              | Club Brugge    |
| 22   | Defensa        | Pascal Renier           | 3 d'agost 1971      | -              | Club Brugge    |
| Ent. | Paul Van Himst | Paul Van Himst          | Paul Van Himst      | Paul Van Himst | Paul Van Himst |

## Marroc
| #    | Posició         | Nom                   | Naixement           | P. Sel.         | Club                 |
| ---- | --------------- | --------------------- | ------------------- | --------------- | -------------------- |
| 1    | Porter          | Khalil Azmi           | 23 d'agost 1964     | -               | Raja Casablanca      |
| 2    | Defensa         | Nacer Abdellah        | 3 de març 1966      | -               | Waregem              |
| 3    | Defensa         | Abdelkrim El Hadrioui | 8 d'agost 1972      | -               | FAR Rabat            |
| 4    | Defensa         | Tahar El Khalej       | 16 de juny 1968     | -               | KAC Marrakesh        |
| 5    | Defensa         | Smahi Triki           | 1 d'agost 1967      | -               | Châteauroux          |
| 6    | Defensa         | Noureddine Naybet     | 10 de febrer 1970   | -               | Nantes               |
| 7    | Migcampista     | Mustapha Hadji        | 16 de novembre 1971 | -               | AS Nancy             |
| 8    | Migcampista     | Rachid Azzouzi        | 10 de gener 1971    | -               | Duisburg             |
| 9    | Davanter        | Mohammed Chaouch      | 12 de desembre 1966 | -               | OGC Nice             |
| 10   | Migcampista     | Mustafa El Haddaoui   | 7 de març 1961      | -               | Angers SCO           |
| 11   | Defensa         | Rachid Daoudi         | 21 de febrer 1966   | -               | WAC Casablanca       |
| 12   | Porter          | Said Dghay            | 14 de gener 1964    | -               | Olympique Casablanca |
| 13   | Defensa         | Ahmed Bahja           | 21 de desembre 1970 | -               | KAC Marrakesh        |
| 14   | Defensa         | Ahmed Masbahi         | 17 de gener 1966    | -               | KAC Marrakesh        |
| 15   | Migcampista     | El Arbi Hababi        | 12 d'agost 1967     | -               | Olympique Khouribga  |
| 16   | Davanter        | Hassan Nader          | 8 de juliol 1965    | -               | Farense              |
| 17   | Davanter        | Abdelsalam El Ghrissi | 5 de gener 1962     | -               | Raja Casablanca      |
| 18   | Defensa         | Rachid Neqrouz        | 10 d'abril 1972     | -               | Mouloudia Oujda      |
| 19   | Davanter        | Abdelmajid Bouyboud   | 24 d'octubre 1966   | -               | WAC Casablanca       |
| 20   | Migcampista     | Hassan Kachloul       | 19 de febrer 1973   | -               | Nîmes Olympique      |
| 21   | Migcampista     | Mohammed Samadi       | 21 de març 1970     | -               | FAR Rabat            |
| 22   | Porter          | Zakaria Alaoui        | 17 de juny 1966     | -               | KAC Marrakesh        |
| Ent. | Abdellah Blinda | Abdellah Blinda       | Abdellah Blinda     | Abdellah Blinda | Abdellah Blinda      |

## Països Baixos
| #    | Posició       | Nom               | Naixement           | P. Sel.       | Club           |
| ---- | ------------- | ----------------- | ------------------- | ------------- | -------------- |
| 1    | Porter        | Ed de Goeij       | 20 de desembre 1966 | 14            | Feyenoord      |
| 2    | Defensa       | Frank de Boer     | 15 de maig 1970     | 25            | Ajax           |
| 3    | Migcampista   | Frank Rijkaard    | 30 de setembre 1962 | 69            | Ajax           |
| 4    | Defensa       | Ronald Koeman     | 21 de març 1963     | 73            | FC Barcelona   |
| 5    | Migcampista   | Rob Witschge      | 22 d'agost 1966     | 22            | Feyenoord      |
| 6    | Migcampista   | Jan Wouters       | 17 de juliol 1960   | 66            | PSV Eindhoven  |
| 7    | Migcampista   | Marc Overmars     | 29 de març 1973     | 13            | Ajax           |
| 8    | Migcampista   | Wim Jonk          | 12 d'octubre 1966   | 15            | Internazionale |
| 9    | Migcampista   | Ronald de Boer    | 15 de maig 1970     | 9             | Ajax           |
| 10   | Davanter      | Dennis Bergkamp   | 10 de maig 1969     | 31            | Internazionale |
| 11   | Davanter      | Bryan Roy         | 12 de febrer 1970   | 21            | Foggia         |
| 12   | Davanter      | John Bosman       | 1 de febrer 1965    | 27            | RSC Anderlecht |
| 13   | Porter        | Edwin van der Sar | 29 d'octubre 1970   | 0             | Ajax           |
| 14   | Defensa       | Ulrich van Gobbel | 16 de gener 1971    | 6             | Feyenoord      |
| 15   | Defensa       | Danny Blind       | 1 d'agost 1961      | 24            | Ajax           |
| 16   | Defensa       | Arthur Numan      | 14 de desembre 1969 | 4             | PSV Eindhoven  |
| 17   | Davanter      | Gaston Taument    | 1 d'octubre 1970    | 6             | Feyenoord      |
| 18   | Defensa       | Stan Valckx       | 20 d'octubre 1963   | 7             | Sporting       |
| 19   | Davanter      | Peter van Vossen  | 21 d'abril 1968     | 10            | Ajax           |
| 20   | Defensa       | Aron Winter       | 1 de març 1967      | 38            | SS Lazio       |
| 21   | Defensa       | John de Wolf      | 10 de desembre 1962 | 6             | Feyenoord      |
| 22   | Porter        | Theo Snelders     | 7 de desembre 1963  | 1             | Aberdeen FC    |
| Ent. | Dick Advocaat | Dick Advocaat     | Dick Advocaat       | Dick Advocaat | Dick Advocaat  |

## Aràbia Saudita
| #    | Posició      | Nom                  | Naixement           | P. Sel.      | Club              |
| ---- | ------------ | -------------------- | ------------------- | ------------ | ----------------- |
| 1    | Porter       | Mohamed Al-Deayea    | 2 d'agost 1972      | -            | Al-Ta'ee          |
| 2    | Defensa      | Abdullah Al-Dosari   | 1 de novembre 1969  | -            | Al-Ittihad        |
| 3    | Defensa      | Mohammed Al-Khilaiwi | 21 d'agost 1971     | -            | Al-Ittihad        |
| 4    | Defensa      | Abdullah Zubromawi   | 15 de novembre 1973 | -            | Al-Ahli Jeddah    |
| 5    | Defensa      | Ahmad Jamil Madani   | 6 de gener 1970     | -            | Al-Ittihad        |
| 6    | Migcampista  | Fuad Amin            | 13 d'octubre 1972   | -            | Al-Shabab         |
| 7    | Davanter     | Fahad Al-Ghesheyan   | 1 d'agost 1973      | -            | Al-Hilal Al-Riyad |
| 8    | Migcampista  | Fahad Al-Bishi       | 10 de setembre 1965 | -            | Al-Nassr Al-Riyad |
| 9    | Davanter     | Majed Abdullah       | 1 de novembre 1959  | -            | Al-Nassr Al-Riyad |
| 10   | Davanter     | Saeed Al-Owairan     | 19 d'agost 1967     | -            | Al-Shabab         |
| 11   | Davanter     | Fahad Al-Mehallel    | 11 de novembre 1970 | -            | Al-Shabab         |
| 12   | Davanter     | Sami Al-Jaber        | 11 de desembre 1972 | -            | Al-Hilal Al-Riyad |
| 13   | Defensa      | Mohamed Al-Jawad     | 28 de novembre 1962 | -            | Al-Ahli Jeddah    |
| 14   | Migcampista  | Khalid Al-Muwallid   | 23 de novembre 1971 | -            | Al-Ahli Jeddah    |
| 15   | Defensa      | Saleh Al-Dawod       | 24 de setembre 1968 | -            | Al-Shabab         |
| 16   | Migcampista  | Talal Jebreen        | 25 de setembre 1973 | -            | Al-Riyadh         |
| 17   | Defensa      | Yassir Al-Taifi      | 10 de maig 1971     | -            | Al-Riyadh         |
| 18   | Defensa      | Awad Al-Anazi        | 24 de setembre 1968 | -            | Al-Shabab         |
| 19   | Migcampista  | Hamzah Saleh         | 19 d'abril 1967     | -            | Al-Ahli Jeddah    |
| 20   | Davanter     | Hamzah Idris         | 9 d'octubre 1972    | -            | Ohod Club         |
| 21   | Porter       | Hussein Al-Sadiq     | 15 d'octubre 1973   | -            | Al-Qadisiya       |
| 22   | Porter       | Ibrahim Al-Helwah    | 18 d'agost 1972     | -            | Al-Riyadh         |
| Ent. | Jorge Solari | Jorge Solari         | Jorge Solari        | Jorge Solari | Jorge Solari      |